# Стара Бжезьниця
Стара Бжезьниця (пол. Stara Brzeźnica) — село в Польщі, у гміні Нова Бжезниця Паєнчанського повіту Лодзинського воєводства.
Населення — 415 осіб (2011).
У 1975-1998 роках село належало до Ченстоховського воєводства.

## Демографія
Демографічна структура станом на 31 березня 2011 року:
|          | Загалом | Допрацездатний вік | Працездатний вік | Постпрацездатний вік |
| -------- | ------- | ------------------ | ---------------- | -------------------- |
| Чоловіки | 213     | 31                 | 154              | 28                   |
| Жінки    | 202     | 31                 | 117              | 54                   |
| Разом    | 415     | 62                 | 271              | 82                   |